# San Gregorio de Polanco
Pour les articles homonymes, voir San Gregorio.
San Gregorio de Polanco est une ville et une municipalité de l'Uruguay située dans le département de Tacuarembó. Sa population est de 3 673 habitants.

## Histoire
La ville a été fondée le 16 novembre 1853 par José Gregorio Suárez.

## Population
| Année | Population |
| ----- | ---------- |
| 1963  | 2 019      |
| 1975  | 2 877      |
| 1985  | 2 856      |
| 1996  | 3 101      |
| 2004  | 3 673      |

Référence,

## Gouvernement
Le maire (alcalde) de San Gregorio de Polanco est Sergio Texeira.